# Minus One
Minus One (en español: "Uno Menos"), también conocida como "Marianne's Wish", es una banda de rock chipriota. Fue fundada en el mes de marzo del año 2009, en la ciudad capital de Nicosia, por sus integrantes: Francois Micheletto (que es original de Francia), Harrys Pari, Constantinos Amerikanos, Antonis Loizides, Chris J y también por George Solonos, que tiempo atrás dejó el grupo.

## Historia
Esta banda comenzó en 2009 bajo el nombre de "Marianne's Wish", cuyos miembros se conocieron al realizar una colaboración musical. Comenzaron a tocar bajo la influencia del grupo estadounidense Methods of Mayhem. Tras unos años tocando, finalmente en el mes de febrero de 2012 firmaron un contrato con el sello discográfico Infinity12Records, con el cual lanzaron su primer álbum debut titulado "Add To Wishlist" y comenzaron su primera gira presentación por Chipre.
Posteriormente a principios de 2013, marcharon hacia Estados Unidos para participar en la batalla de bandas nacional Hard Rock Rising, the Global Battle of the Bands, acabando en octavo lugar de 10 000 que compiten en todo el mundo.
Seguidamente el día 27 de febrero de 2014 lanzaron su segundo álbum titulado "Mind Your Head", en el que incluían un total de once temas.
Tras su lanzamiento lo presentaron por el país y también regresaron a Estados Unidos, donde fueron invitados a tocar en diferentes lugares de Nueva York sobre todo en el distrito de Brooklyn, en el Festival South by Southwest "SXSW" de Austin (Texas) y en Hollywood fueron al famoso club nocturno Whisky a Go Go de Los Ángeles (California). Luego en el mes de junio estuvieron en Reino Unido, tocando en el The Water Rats de Kings Cross, Londres (lugar conocido históricamente por ser el sitio donde Bob Dylan tocó por primera vez en el país y donde la banda The Pogues hicieron su primera actuación en público). 
Durante esta gira lograron saltar a la fama en Chipre, siendo uno de los grupos más queridos y darse a conocer internacionalmente.
Unos meses más tarde con la canción titulada "Shine", decidieron presentarse al Eurovision Song Project para representar a Chipre en Eurovisión 2015. En esta selección nacional lograron llegar a la gran final donde obtuvieron el mayor voto del jurado, pero sin embargo tras darse a conocer los resultados de televoto, obtuvieron menos que el ganador John Karayiannis y el segundo finalista, acabando en tercer lugar.
El 4 de noviembre de 2015, el jefe de la Corporación Chipriota de Radiodifusión (CyBC) anunció la elección interna del grupo como representante de Chipre en el Festival de la Canción de Eurovisión 2016, que se celebrará en Estocolmo, Suecia. A finales de febrero de 2016, se anunció la canción con la que participarán en el festival: "Alter Ego". Ésta fue grabada en Estocolmo y escrita por el compositor y músico sueco Thomas G:son, que es conocido en particular por escribir "Euphoria", la canción ganadora de Eurovisión 2012 interpretada por Loreen.

## Miembros
- Andreas Kapatais – voz
- Constantinos Amerikanos – guitarras, coros
- Harrys Pari – guitarras
- Orestis Savva – bajo
- Christopher Ioannides – batería

### Antiguos miembros
- Francois Micheletto – voz
- George Solonos – guitarras
- Antonis Loizides – bajo
- Maxim Theofanides – bajo

## Discografía

### Como Marianne's Wish

#### Álbumes
| Título          | Detalles                                                           |
| --------------- | ------------------------------------------------------------------ |
| Add To Wishlist | - Lanzamiento: febrero de 2012 - Etiqueta: Infinity12Records       |
| Mind Your Head  | - Lanzamiento: 27 de febrero de 2014 - Etiqueta: Infinity12Records |

### Como Minus One

#### Discos de estudio
- Red Black White - 2018
- Got It Covered - 2021

### EP
- The Bologna Season - 2017

#### Sencillos
- Alter Ego - 2016
- The Potato Song - 2016
- Save Me - 2016
- You Don't Own Me - 2017
- Girl - 2018
- What's Up - 2019
- My Girl - Where Did You Sleep Last Night - 2020
- What's Up? - 2021
- Oh Pretty Woman - 2021